# Шайыр
Шайыр (каз. Шайыр) — село в Мангистауском районе Мангистауской области Казахстана. Административный центр Шайырского сельского округа. Находится примерно в 25 км к западу-северо-западу (WNW) от села Шетпе, административного центра района. Код КАТО — 474649100.

## Население
В 1999 году население села составляло 1512 человек (786 мужчин и 726 женщин). По данным переписи 2009 года, в селе проживало 1425 человек (741 мужчина и 684 женщины).